# Sphaceloma menthae
Sphaceloma menthae är en svampart som beskrevs av Jenkins 1937. Sphaceloma menthae ingår i släktet Sphaceloma och familjen Elsinoaceae.   Inga underarter finns listade i Catalogue of Life.